# Richard Garcia (biskup)
Richard John Garcia (ur. 24 kwietnia 1947 w San Francisco, zm. 11 lipca 2018 w Monterey) – amerykański duchowny katolicki, biskup Monterey w metropolii los Angeles w latach 2007-2018.

## Życiorys
Na kapłana wyświęcony 15 czerwca 1973. Pracował duszpastersko początkowo na terenie archidiecezji San Francisco. W roku 1981 inkardynowany do nowo utworzonej diecezji San Jose. Wykładał w seminarium w Menlo Park i służył jako diecezjalny dyrektor ds. powołań.
25 listopada 1997 otrzymał nominację na biskupa pomocniczego Sacramento ze stolicą tytularną Bapara. Sakry udzielił mu bp William Weigand. Był wikariuszem generalnym, moderatorem kurii, wikariuszem biskupim ds. duchowieństwa, edukacji, powołań i Amerykanów pochodzenia hiszpańskiego. 19 grudnia 2006 mianowany przez Benedykta XVI ordynariuszem Monterey w Kalifornii, zaś 30 stycznia 2007 kanonicznie objął urząd.
Zmarł w Monterey 11 lipca 2018 w wyniku powikłań związanych z chorobą Alzheimera.